# Memoriile unei gheișe
Memoriile unei gheișe de Arthur Golden este un roman istoric care povestește viața gheișei Sayuri înainte și după cel de-al Doilea Război Mondial.

## Personaje
- Sakamoto Chiyo/Nitta Sayuri

## Recepție
Memoriile unei gheișe a fost foarte bine primită de public, intrând în topul USA Today al celor mai bine vândute 150 de cărți pe săptămână doar o lună mai târziu, unde va rămâne 205 săptămâni de săptămâni.

### Controverse
După publicarea ediției în japoneză, Arthur Golden a fost dat în judecată pentru încălcarea contractului și defăimare de către Mineko Iwasaki, gheișa pensionată pe care o intervievase pentru carte. Reclamanta a susținut că Golden a fost de acord să-i protejeze anonimatul în schimbul detaliilor despre viața ei, în conformitate cu un cod al tăcerii nescris între o gheișă și clienții ei. Totuși, Golden a menționat-o pe Iwasaki ca o sursă la secțiunea de mulțumiri, ceea ce a pornit o serie de reacții negative împotriva acesteia, inclusiv câteva ameninări cu moartea. Autorul a negat spusele acesteia și, eventual, în 2003 editorul lui Golden și Mineko Iwasaki s-au înțeles confidențial asupra unei sume.
Ulterior, Iwasaki și-a publicat biografia, care denotă o cu totul altă perspectivă asupra vieții gheișelor secolului XX. Cartea a fost publicată în 2007 de Humanitas sub titlul Adevarata viață de gheișă, tradusă de Anca Focșeneanu.

## Ecranizare
Filmările au început în septembrie 2004, cu trei dintre cele mai bune actrițe asiatice ale momentului. Astfel, deși japonezii au criticat distribuția, în rolurile principale au fost alese chinezoaicele Ziyi Zhang ca Chiyo/Sayuri, Gong Li ca Hatsumomo și Michelle Yeoh ca Mameha. 
Filmul a primit recenzii negative în China și Japonia din cauza alegerii actorilor și al aspectului istoric care a avut repercusiuni asupra tensiunii politice existente. În emisfera vestică a provocat reacții ambivalente, cu un scor de 7,1/10 pe IMDb, dar 35% pe Rotten Tomatoes. În ciuda acestui fapt, filmul a primit 23 de premii, printre care trei premii Oscar pentru scenografie, costume și decorarea platoului, și alte 29 de nominalizări.